# Роже Франсуа
Роже Франсуа (фр. Roger François, 7 жовтня 1900 — 15 лютого 1949) — французький важкоатлет.
Олімпійський чемпіон 1928 року в категорії до 75 кг.
Чемпіон світу 1922 року в категорії до 82,5 кг.